# Peter Sarasin
Peter Sarasin (* 21. Mai 1640 in Basel; † 11. Januar 1719 in Basel) war ein Handelsmann und Ratsherr in Basel. Er war ein Enkel von Gédéon Sarasin, dem Stammvater der Basler Patrizier- und Bankiersfamilie Sarasin.
Peter Sarasin wurde 1669 zum Sechser (also zum Vorstandsmitglied) bei der Zunft zu Safran gewählt. 1687 wurde er in den Kleinen Rat (also dem damaligen obersten Regierungsorgan des Stadtstaates Basel) aufgenommen, womit die Familie Sarasin zum Basler Ratsgeschlecht aufstieg. 1691–1718 war er Dreizehner und Kaufhausherr der Stadt. Peter Sarasin war in erster Ehe mit Sara Eglinger, in zweiter Ehe mit Catarina Gottfried verheiratet. Im Basler Münster ist eine Grabplatte von Peter, Sara und Catharina erhalten geblieben.
Sein Bruder Hans Franz Sarasin der Ältere (1649–1719) begründete mit seiner Ehefrau Anna Elisabeth Burckhardt (1658–1731) die Linie "Hans Franz Sarasin", aus der einige Generationen später Alfred Sarasin (1865–1953) hervorging (s. Auszug aus der Linie "Hans Franz Sarasin"):
- Sohn Hans Franz Sarasin der Jüngere (1695–1746), Schweizer Seidenbandfabrikant
  - Enkel Jakob Sarasin (1742–1802), Schweizer Seidenbandfabrikant
    - Ur-Enkel Karl Sarasin (1788–1843), Schweizer Tabak und Bandfabrikant
      - Ur-Ur-Enkel Karl Sarasin (1815–1886), Schweizer Bandfabrikant und Ratsmitglied
        - Ur-Ur-Ur-Enkel Alfred Sarasin (1865–1953), Schweizer Bankier und Politiker

In einem Artikel des Historisches Lexikon der Schweiz über die Familie Sarasin ist der gesamte wappengeschmückte Stammbaum der Sarasin ausgehend von Gédéon Sarasin in einer Lithografie von Albrecht Keller (1858), die in einer Lithografie von Hans Lengweiler, 1944, ca. 50 × 70 cm (Staatsarchiv Basel-Stadt, Stammbäume 213) fortgeführt wurde, als Bild verfügbar.
Alfred Sarasin wurde 1893 Teilhaber der Basler Privatbank Riggenbach & Cie., die im Jahre 1900 in das Bankhaus A. Sarasin & Cie umgewandelt wurde.